# Phở
Phở (chữ Nôm: 𬖾) là một món ăn truyền thống của Việt Nam, được xem là một trong những món ăn tiêu biểu cho nền ẩm thực Việt Nam.
Thành phần chính của phở là bánh phở và nước dùng cùng với thịt bò hoặc thịt gà cắt lát mỏng, hành. Thịt bò thích hợp nhất để nấu phở là thịt, xương từ các giống bò ta (bò nội, bò vàng). Ngoài ra còn kèm theo các gia vị như: tương, tiêu, chanh, nước mắm, ớt, ... Những gia vị này được thêm vào tùy theo khẩu vị của người dùng. Phở thông thường được dùng để làm món điểm tâm buổi sáng hoặc lót dạ buổi đêm; nhưng ở các thành phố lớn, món ăn này có thể được thưởng thức cả ngày. Tại các tỉnh phía Nam Việt Nam và một số vùng miền khác, phở được bày kèm với đĩa rau thơm như hành, giá và những lá cây rau mùi, rau húng, trong đó ngò gai là loại lá đặc trưng của phở; tuy nhiên tại Hà Nội thông thường sẽ không có đĩa rau sống này. Phở thường là phở bò hay phở gà, nhưng đôi khi cũng có những biến thể khác, đặc biệt là phở cuốn, phở sốt vang, phở khô, phở xào, phở chua, phở vịt ở Cao Bằng, và phở thịt quay ở các tỉnh miền núi phía Bắc, phở khô ở Gia Lai.
Nước dùng cho nồi phở thường là nước dùng trong được ninh từ xương bò (hoặc xương lợn), kèm theo nhiều loại gia vị bao gồm quế, hồi, gừng nướng, thảo quả, sá sùng, đinh hương, hạt mùi, hành khô nướng. Thịt dùng cho món phở là thịt bò (với đủ loại thịt bắp, nạm, gầu được làm tái, hay chín hẳn) hoặc thịt gà (gà ta già luộc, xé thịt cho thịt ngọt đậm đà). "Bánh phở" theo truyền thống là một loại mì gạo làm từ bột gạo, tráng thành tấm mỏng rồi cắt thành sợi. Phở luôn được thưởng thức khi còn nóng hổi. Theo đó, để có một bát phở ngon và đậm vị, điều này còn phụ thuộc rất nhiều vào kĩ năng của người nấu, trong đó quan trọng nhất đó chính là nồi nước dùng.

## Nguồn gốc

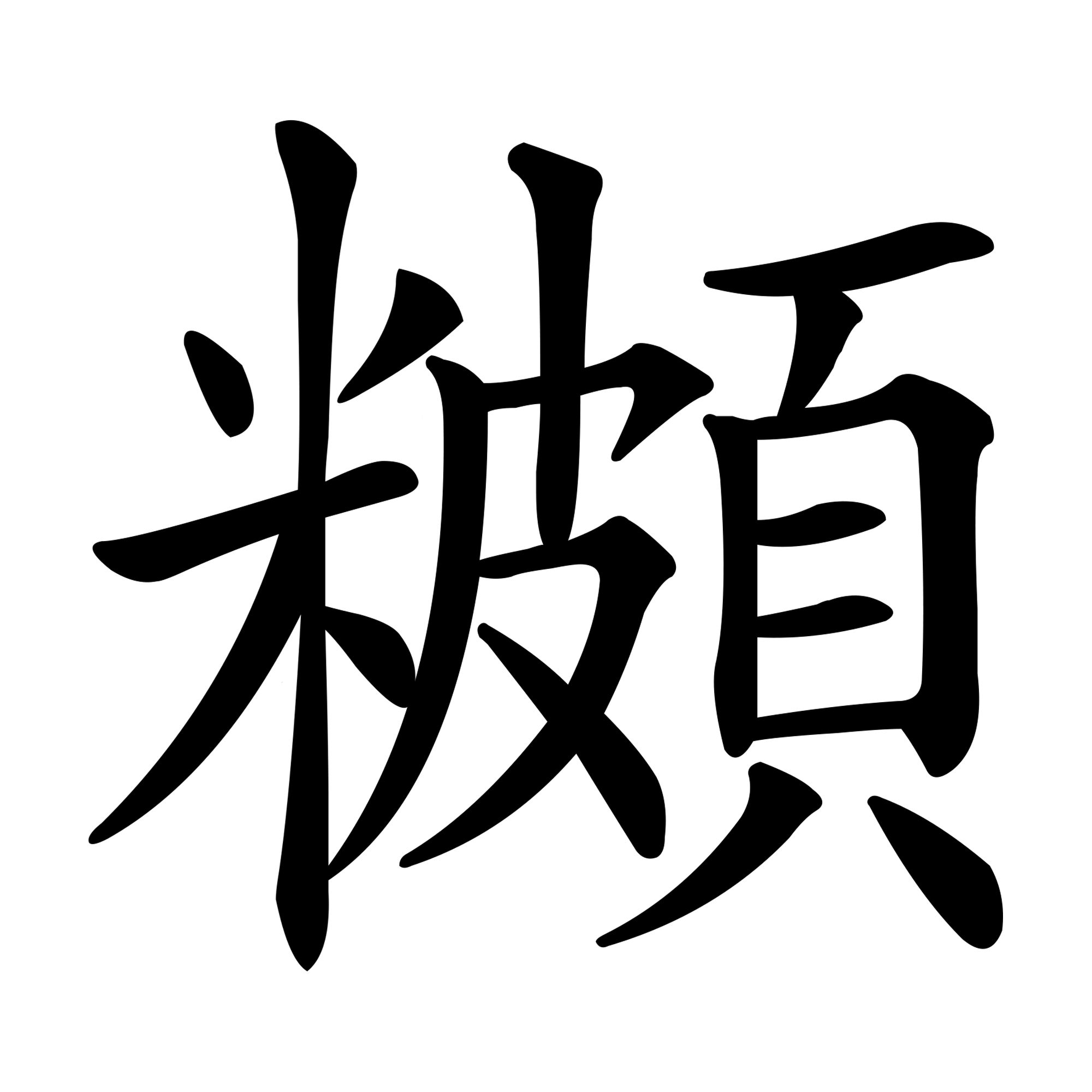
Một chữ Nôm được viết để ghi từ "Phở". Bộ Mễ 米 bên trái biểu nghĩa sự liên quan đến gạo. Chữ Phả 頗 bên phải dùng để gợi âm.

## Giá trị dinh dưỡng

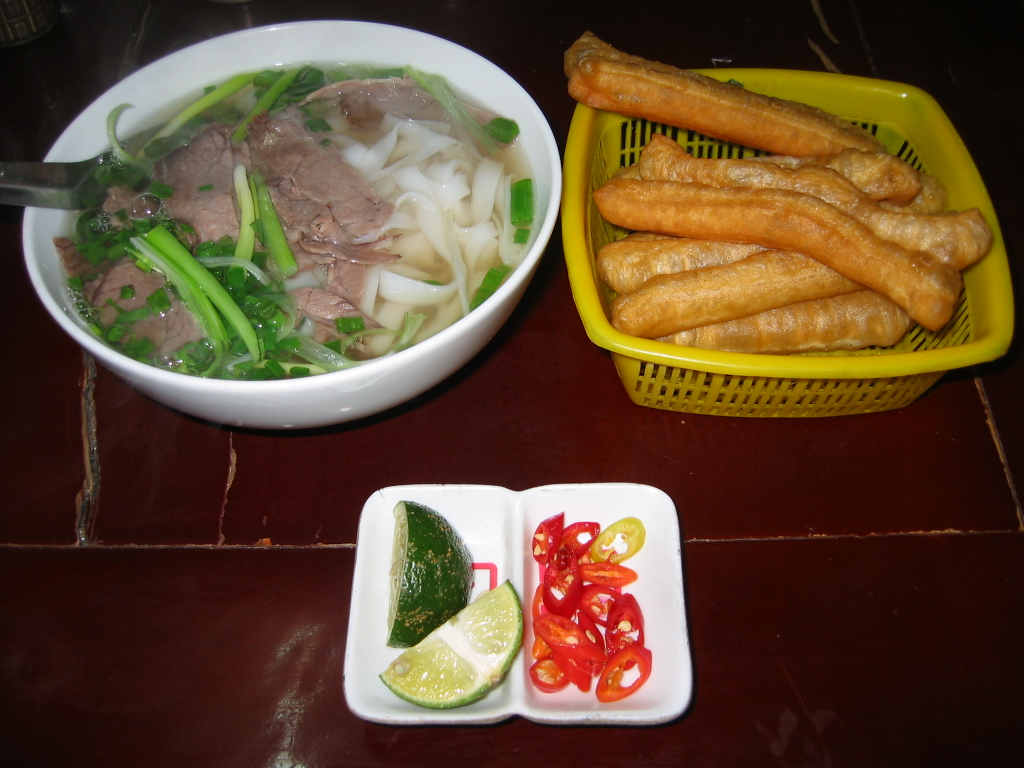
Bát phở bò chín và quẩy ở Hà Nội

### Nấu nước dùng

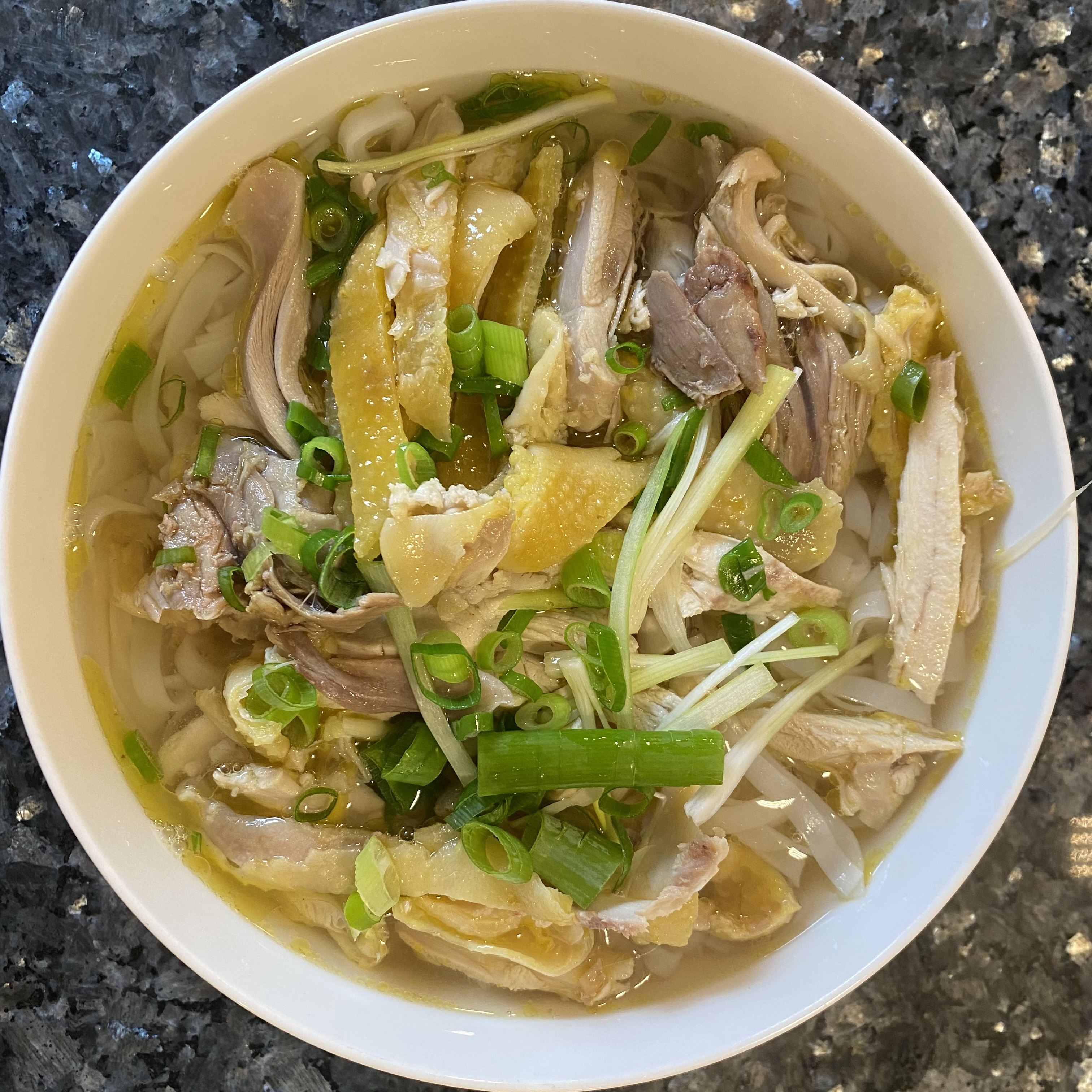
Phở gà

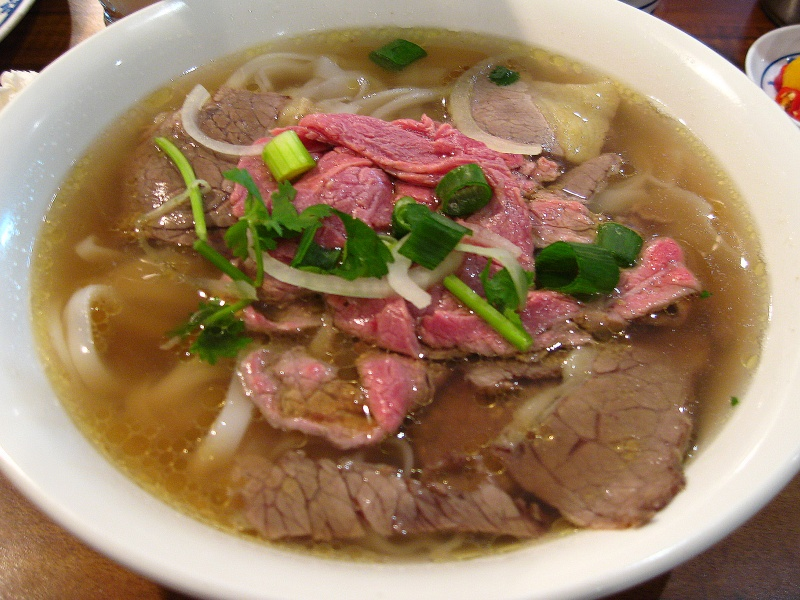
Nước phở tại Úc sử dụng rất nhiều xương, màu đục

## Biến tấu

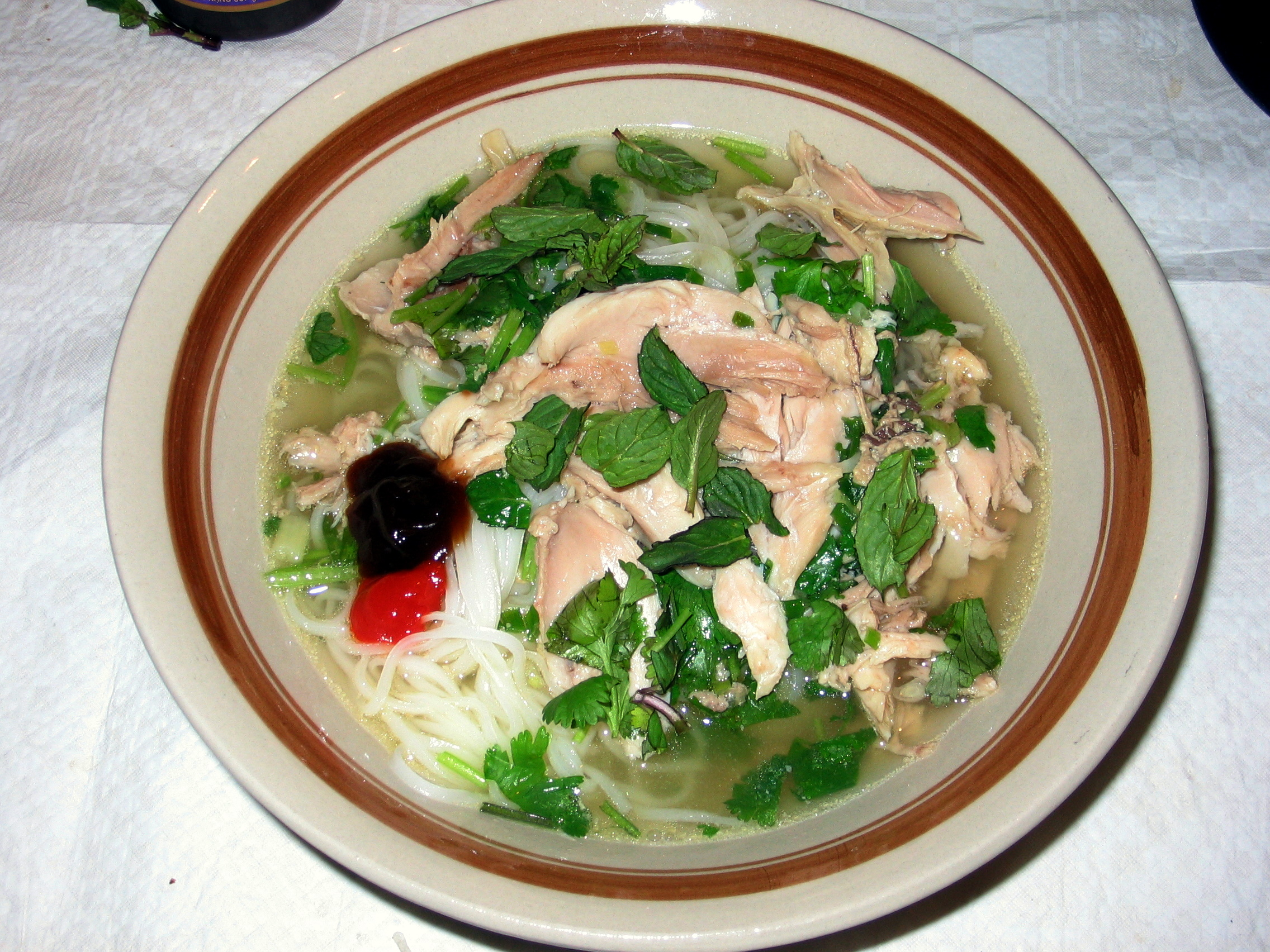
Một tô phở gà Sài Gòn kèm tương đen và tương ớt

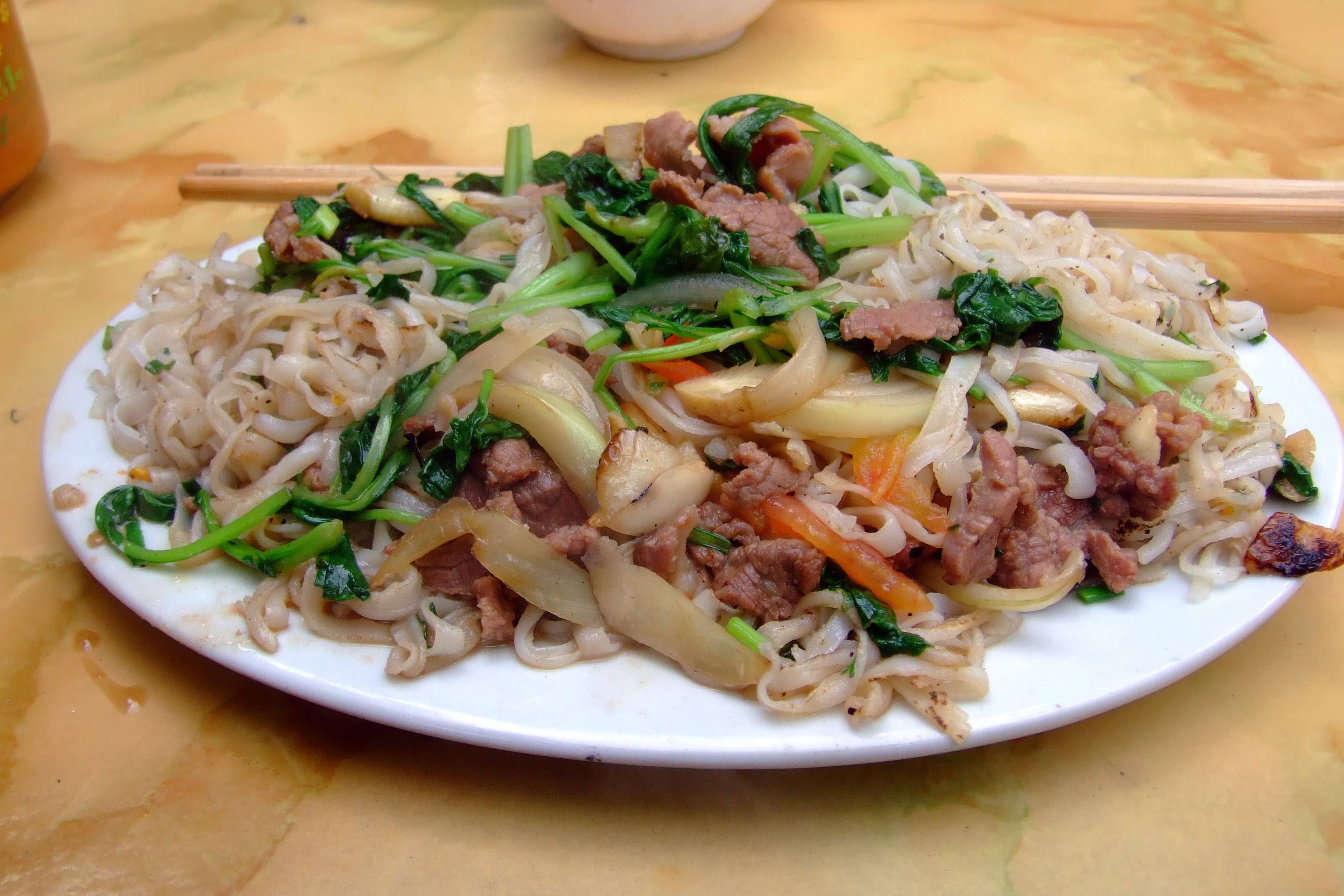
Phở xào bò

### Phở bát đá (phở thố đá)

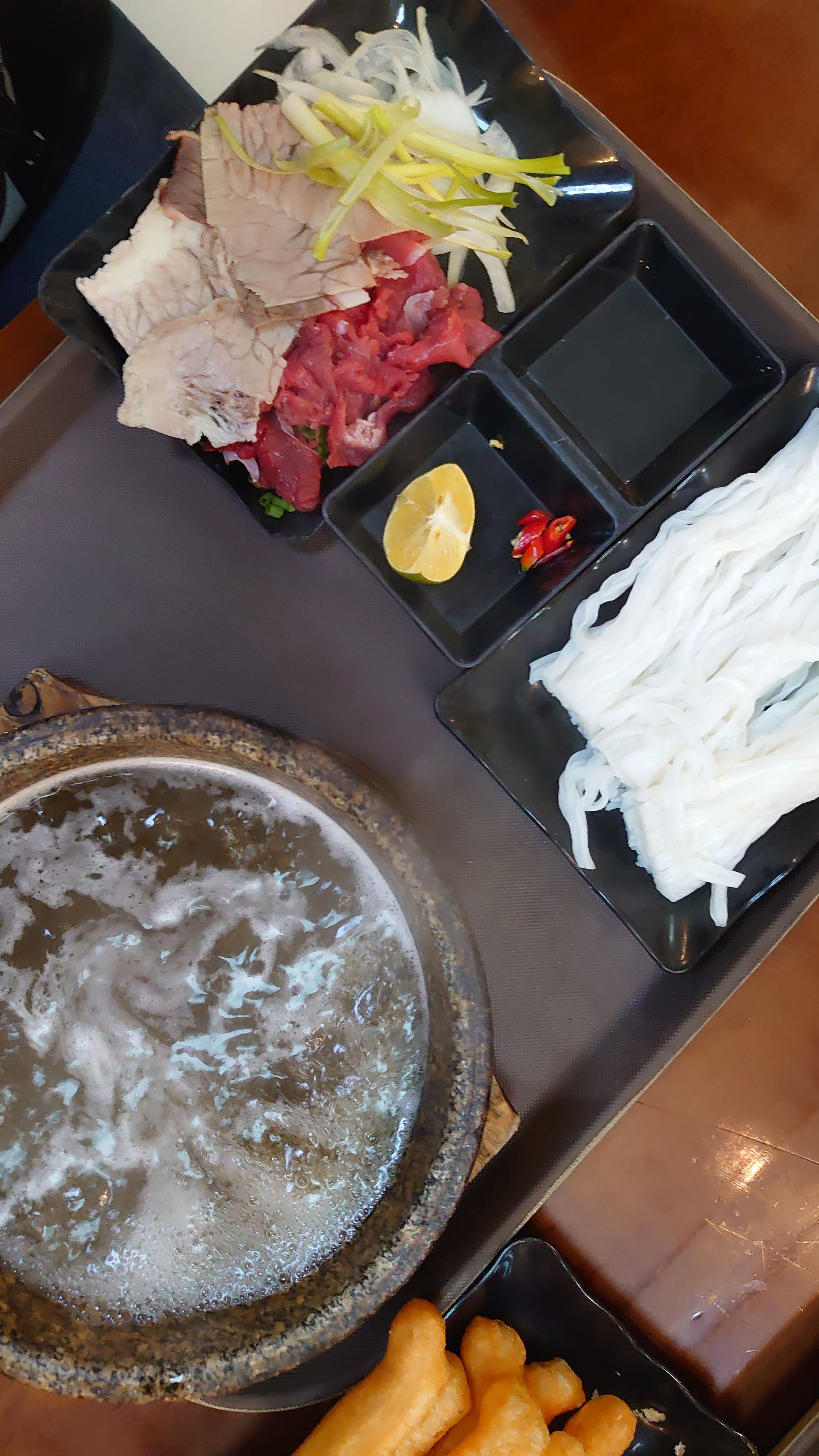
Phở bát đá tại Hà Nội. Thực khách sẽ tự nhúng thịt, rau, bánh phở... vào nước lèo được đun sôi và giữ độ nóng rất lâu trong bát đá

### Phở tại Hà Nội

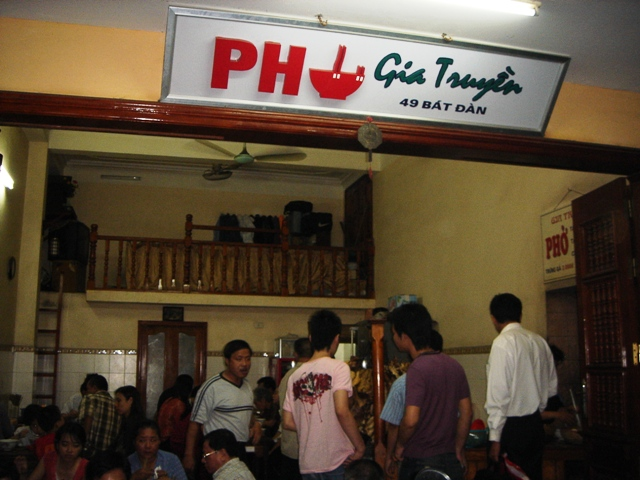
Một cửa hàng phở lâu năm ở Hà Nội.

### Phở Sài Gòn (phở Nam)

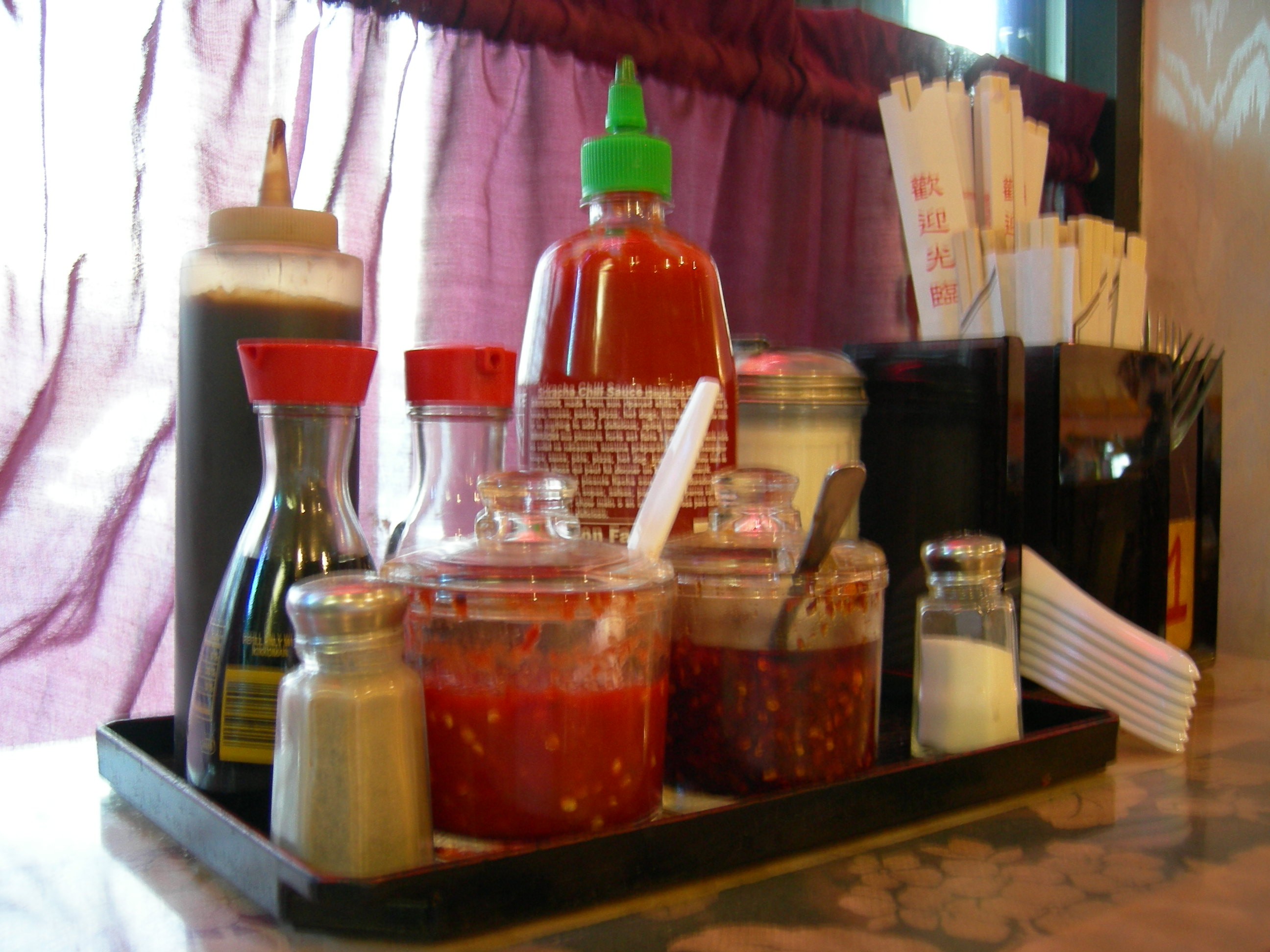
Gia vị ăn với phở

## Phở tại hải ngoại

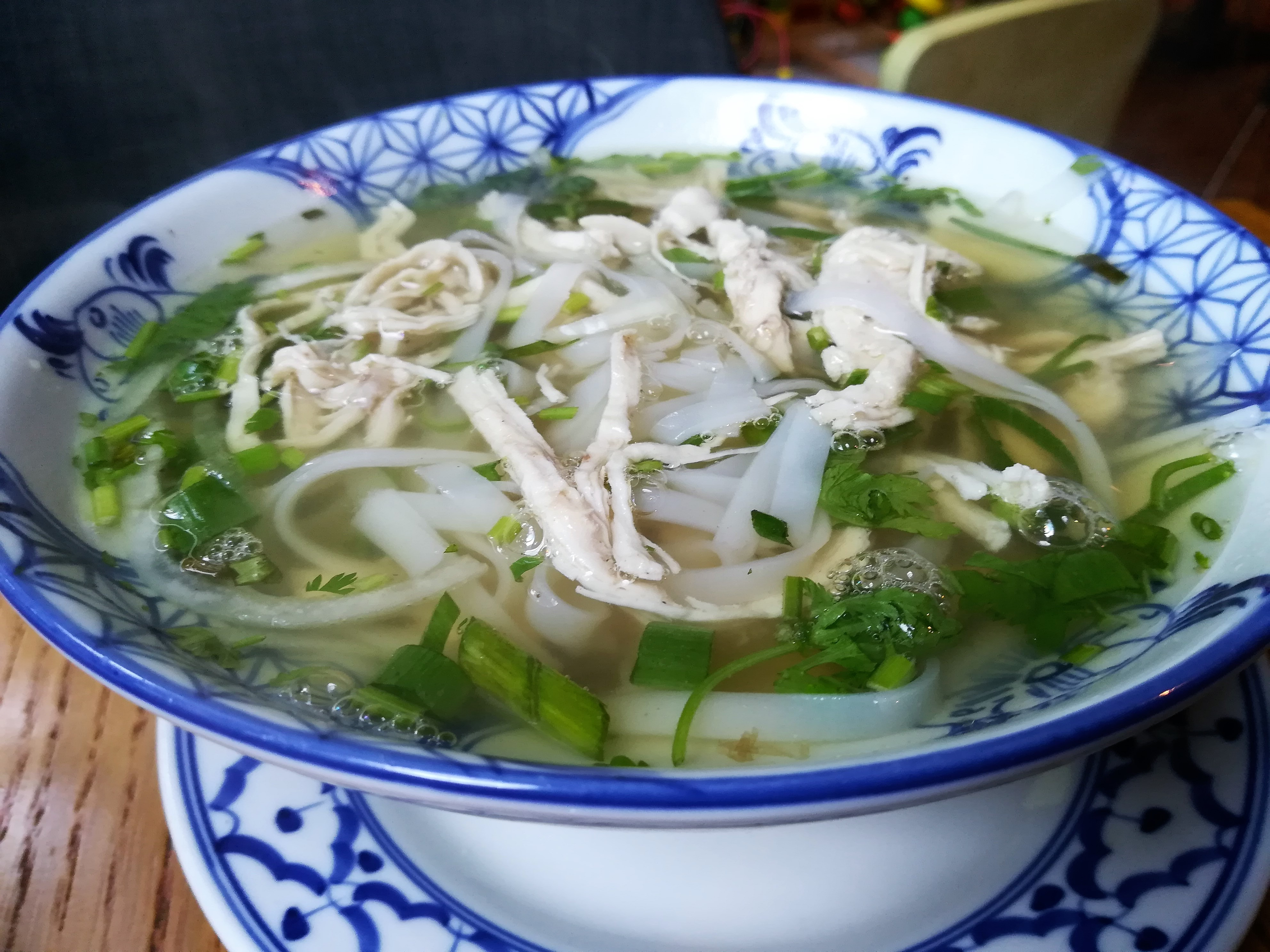
Một bát phở gà tại Vác-xa-va, Ba Lan.